# Santiago Arias
Santiago Arias Naranjo (Medellín, 1992. január 13. –) kolumbiai válogatott labdarúgó, a Bahia játékosa.

## Statisztika

### Klub
2020. július 16.-i statisztika alapján.
| Klub             | Szezon           | Bajnokság | Bajnokság | Kupa  | Kupa | Ligakupa | Ligakupa | Nemzetközi | Nemzetközi | Egyéb | Egyéb | Összes | Összes |
| Klub             | Szezon           | Mérk.     | G.        | Mérk. | G.   | Mérk.    | G.       | Mérk.      | G.         | Mérk. | G.    | Mérk.  | G.     |
| ---------------- | ---------------- | --------- | --------- | ----- | ---- | -------- | -------- | ---------- | ---------- | ----- | ----- | ------ | ------ |
| La Equidad       | 2009             | 14        | 0         | 0     | 0    | 0        | 0        | 0          | 0          | –     | –     | 14     | 0      |
| La Equidad       | 2010             | 7         | 0         | 0     | 0    | 0        | 0        | 0          | 0          | –     | –     | 7      | 0      |
| La Equidad       | 2011             | 7         | 0         | 0     | 0    | 0        | 0        | 0          | 0          | –     | –     | 7      | 0      |
| La Equidad       | Összesen         | 28        | 0         | 0     | 0    | 0        | 0        | 0          | 0          | –     | –     | 28     | 0      |
| Sporting CP      | 2011–12          | 6         | 0         | 2     | 0    | 0        | 0        | 0          | 0          | –     | –     | 8      | 0      |
| Sporting CP      | 2012–13          | 1         | 0         | 1     | 0    | 0        | 0        | 0          | 0          | –     | –     | 2      | 0      |
| Sporting CP      | Összesen         | 7         | 0         | 3     | 0    | 0        | 0        | 0          | 0          | –     | –     | 10     | 0      |
| PSV Eindhoven    | 2013–14          | 25        | 1         | 1     | 0    | 0        | 0        | 6          | 0          | –     | –     | 32     | 1      |
| PSV Eindhoven    | 2014–15          | 21        | 1         | 3     | 0    | 0        | 0        | 5          | 0          | –     | –     | 29     | 1      |
| PSV Eindhoven    | 2015–16          | 32        | 3         | 3     | 0    | 0        | 0        | 6          | 0          | 1     | 0     | 42     | 3      |
| PSV Eindhoven    | 2016–17          | 28        | 1         | 2     | 0    | 0        | 0        | 4          | 1          | –     | –     | 34     | 2      |
| PSV Eindhoven    | 2017–18          | 30        | 3         | 3     | 0    | 0        | 0        | 2          | 0          | –     | –     | 35     | 3      |
| PSV Eindhoven    | Összesen         | 136       | 9         | 12    | 0    | 0        | 0        | 23         | 1          | 1     | 0     | 172    | 10     |
| Atlético Madrid  | 2018–19          | 25        | 1         | 4     | 0    | –        | –        | 4          | 0          | 0     | 0     | 33     | 1      |
| Atlético Madrid  | 2019–20          | 14        | 0         | 1     | 0    | –        | –        | 2          | 0          | 1     | 0     | 18     | 0      |
| Atlético Madrid  | Összesen         | 39        | 1         | 5     | 0    | –        | –        | 6          | 0          | 1     | 0     | 51     | 1      |
| Karrier összesen | Karrier összesen | 210       | 10        | 20    | 0    | 0        | 0        | 29         | 1          | 2     | 0     | 261    | 11     |

## Sikerei, díjai
- PSV Eindhoven
  - Holland bajnokság: 2014–15, 2015–16, 2017–18
  - Holland szuperkupa: 2015, 2016

- Atlético Madrid
  - UEFA-szuperkupa: 2018

- Cincinnati
  - Supporters' Shield: 2023

## Külső hivatkozások
- Santiago Arias a national-football-teams.com honlapján
- Santiago Arias adatlapja a Soccerway oldalon (angolul)
- Santiago Arias adatlapja a Transfermarkt oldalán (angolul)
- Santiago Arias adatlapja Archiválva 2024. január 3-i dátummal a Wayback Machine-ben az FC Cincinnati oldalán (angolul)